# Florian Benac
Florian Benac est un comédien, improvisateur et réalisateur français né le 1er août 1984 à Cahors dans le Lot.

## Biographie
Florian Benac est né et a passé son enfance à Cahors dans le Lot. Il suit sa scolarité au collège Gambetta et à l'âge de 15 ans, il part vivre chez son père à Paris.
Au lycée, il a eu de la chance de suivre des cours de cinéma et de participer à la création et à l'organisation du premier festival du court métrage scolaire intitulé Prototype Vidéo. Après avoir obtenu son bac, il a poursuivi ses études du septième art à l’université Paris VII - Denis Diderot.

## Carrière
De 2004 à 2008 il réalise beaucoup de reportages et travaille dans la presse spécialisée cinéma et jeux vidéo.
En 2015, il réalise son premier long métrage documentaire Bonjour Studio !, qui était conçu à l'origine comme un making-of du film de Joseph Morder La Duchesse de Varsovie. avant de devenir un long métrage à part entière,,.

## Filmographie

### Réalisateur
- 2020 : Tranquille ! (court-métrage)
- 2019 : Fragments (court-métrage)
- 2015 : Bonjour Studio !

### Monteur
- 2018 : Le Lieu du mélodrame - L'Appartement

### Chef-opérateur et assistant-réalisateur
- 2003 : Beach Fighter 2 de Nicolas Richard
- 2003 : Beach Fighter 3 de Nicolas Richard